# Mar Contreras
Marisela Contreras Leyva (Culiacán, Sinaloa, 8 de fevereiro de 1981) é uma cantora & atriz mexicana.

## Biografia
Em 2002, participou reality show Operación Triunfo sendo a 11º eliminada. logo após o programa decidiu optar pela carreira de atriz, começou como 'elenco de apoio' da novela juvenil Rebelde. Em 2007, ficou em terceiro lugar no reality show High School Musical: La Selección ganhando o personagem Sharpay Evans‎ original vivida por Ashley Tisdale que no México é chamada de Luli no filme que leva o nome de High School Musical: El Desafio.  
Mar decide partir da carreira de atriz/cantora de cinema para a teledramartugia, fez teste em 2007 para o elenco da telenovela Muchachitas como tú, aonde passou e viveu a personagem Lorena Ruiz. no ano seguinte fez parte do elenco de vilões da novela Tormenta en el paraíso, aonde viveu Penélope Montalbán. Em 2009, entrou na novela Mar de Amor, aonde vive a doce Roselia. Em 2010 pretende lançar um disco, já que em 2001 fez parte de uma banda musical chamada Solo 5.
Uma curiosidade sobre a atriz Mar Contreras é que ela e a também atriz Ana Brenda Contreras possuem o mesmo sobrenome porém não têm nenhum grau de parentesco.As duas até já chegaram a contracenar juntas como meias-irmãs na novela La que no podía amar. Mas  apesar da semelhança entre as duas atrizes e a coincidência de sobrenome elas não são parentes.

## Carreira

### Telenovelas
- Cabo (2022-2023) - Vanesa Noriega Alarcón de Castillo
- Por amar sin ley 2 (2019) - Úrsula
- Like (2018-2019) - Isaura
- Vino el amor (2016-2017) - Susan O'Neal Williams
- Lo Imperdonable (2015) - Nanciyaga
- La Tempestad (2013) - Enriqueta
- La que no podía amar (2011/2012) - Vanesa Galván Villaseñor
- Teresa (2011) - Lucia Álvarez Granados
- Mar de Amor (2009) - Roselia
- Tormenta en el paraíso (2008) - Penélope Montalbán
- Muchachitas como tú (2007) - Lorena Ruiz
- Rebelde (2004/2006) - elenco de apoio

### Reality Show
- High School Musical: La Selección (2007) - finalista: 3º lugar
- Operacion Triunfo (2002) - 11º eliminada

### Filmes
- High School Musical: El Desafío (México) (2008) -  Luli

### Teatro
- ¡Que Plantón! (2009) - Rosa
- Hoy no me puedo levantar (2007) - María / Ana